# ホワイトボックス (企業)
株式会社ホワイトボックスは、福岡県福岡市に本社を置く日本の企業。

## 概要
WEBメディアを開発・運営している。

## 沿革
2014年に設立、2018年から各種メディアへの記事発信をサポートするホワイトボックス図書館事業を開始する。
2020年に発表した飲食店調査レポートが外食産業メディアに取り上げられ、コロナ禍での飲食店マーケティング分析に利用された。

## サービス
- オウンドメディア構築支援
- SEOコンサルティング
- WEB集客代行
- 広告運用代行